# Finsch' parkiet
Finsch' parkiet (Psittacula finschii) is een vogel uit de familie Psittaculidae (papegaaien van de Oude Wereld). Deze vogel is genoemd naar de Duitse natuuronderzoeker Friedrich Hermann Otto Finsch.

## Verspreiding en leefgebied
De soort komt voor van noordelijk India (westelijk Bengalen) tot zuidelijk China, Myanmar en Indochina.

## Status
De grootte van de populatie is niet gekwantificeerd, maar aangenomen wordt dat de populatie snel achteruitgaat door habitatverlies.  Op de Rode lijst van de IUCN heeft de soort daarom de status gevoelig.

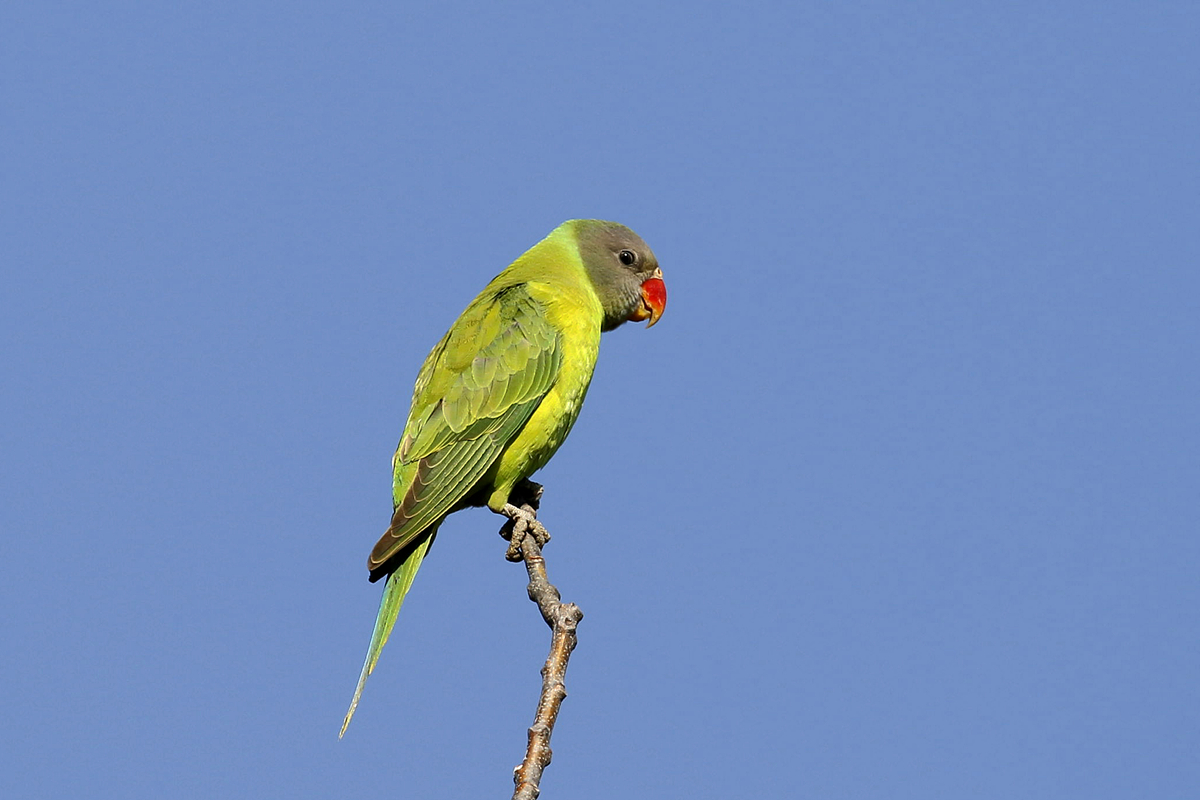